# Fonákolós
A fonákolós kétszemélyes absztrakt stratégiai táblás játék. A győzelemhez a lehető legtöbb, színünkkel egyező színű korongnak kell lenni a táblán.

## Játékmenet
A játék kezdetén két-két korong van fent a tábla közepén, fekete és fehér színekben (bár olykor piros a kék ellen játszik).
A soron következő játékos akkor tehet egy még üres mezőre saját színű korongot (a továbbiakban: szabályos lépés), ha az új korong és egy már ott levő (szintén saját színű) korong közrefogja az ellenfélnek legalább egy vonalát, vagyis sorát, oszlopát vagy átlóját.
Ha letettünk egy mezőre egy korongot, az összes ilyen vonalat át kell forgatni a saját színünkre. Ha van szabályos lépésünk, akkor kötelező tenni, passzolni nem szabad. Ha azonban nincs, akkor passzolni kell, és az ellenfél következik még egyszer.
A játéknak akkor van vége, ha egyik félnek sincs szabályos lépése, ilyenkor az győz, akinek több korongja van; döntetlen lehetséges. 
A játék többnyire akkor ér véget, ha a tábla betelik, azonban előfordul, hogy van üres mező, de nincs szabályos lépés egyik oldalon sem. Az alábbi ábra egy ilyen esetet szemléltet.

## Fordított játék
Fordított fonákolós, fordított reversi, angolul Reversed Reversi vagy Anti-Reversi. A szabályok lépések ugyanazok, annyi a különbség, hogy az győz, akinek a játék végén kevesebb korongja van.